# Bukovohorská hornatina
Bukovohorská hornatina je geomorfologický podcelek Orlických hor. Nachází se na jejich jihovýchodním okraji a ve východní části Pardubického kraje v okrese Ústí nad Orlicí na zemské hranici. Nejvyšší horou Bukovohorské hornatiny je Suchý vrch (995 m).

## Geomorfologie
Bukovohorská hornatina se skládá ze dvou částí. Orličský hřbet, dělící se dále na severní Suchovršský a jižní Bukovohorský hřbet, tvoří hlavní hřeben hornatiny. Výprachtická vrchovina jej lemuje na západě a jihu. Na severu a severozápadě sousedí hornatina s jiným podřazeným celkem Orlických hor Mladkovskou vrchovinou. Odděluje je údolí Tiché Orlice na severozápadě a mělké údolí Mladkovského potoka na severu. Na východě hornatina hraničí s Kladskou kotlinou, na jihozápadě s Podorlickou pahorkatinou a na jihu se Zábřežskou vrchovinou.
Hlavní Orličský hřeben Bukovohorské hornatiny je dlouhý asi 16 km. Začíná se zvedat u obce Mladkov a vede přibližně jihovýchodním směrem. Záhy dosahuje nadmořské výšky přes 800 metrů, kterou si drží až pod dominantu hor, dvojvrchol Bradlo – Suchý vrch, kde nadmořská výška vystoupá až téměř k hranici 1000 metrů. Zde se hřeben stáčí přibližně k jihu a klesá do Červenovodského sedla ve výšce 800 metrů. Sedlo od sebe odděluje obě části Orličského hřebenu: Suchovršský hřeben a Bukovohorský hřeben. Od něj hřeben opět stoupá k druhému dominantnímu bodu pohoří, Bukové hoře s nadmořskou výškou 958 metrů. Odtud již hřeben klesá ke svému zakončení severně od Horních Heřmanic a k navazující Výprachtické vrchovině.
Výprachtická vrchovina přiléhající k Orličskému hřebenu je na západě mezi Mladkovem a Jablonným nad Orlicí až na jednu výjimku ohraničena tokem Tiché Orlice. Od Jablonného vede její hranice k jihu k obci Horní Čermná, odtud se lomí k východu a vede podél Sázavského potoka ke Štítům, kde se lomí k severu a navazuje na hranici Orličského hřebenu a Kladské kotliny. Z větší části je tvořena rozsochami vybíhajícími z Orličského hřebenu.
| Geomorfologické členění Orlických hor                                                | Geomorfologické členění Orlických hor | Geomorfologické členění Orlických hor |
| ------------------------------------------------------------------------------------ | ------------------------------------- | --- |
| ČESKÁ VYSOČINA • Krkonošsko-jesenická subprovincie • Orlická oblast                  |                                       | |
| DEŠTENSKÁ HORNATINA                                                                  | Orlický hřbet                         | Olešnický hřbet (bezejmenný, 835 m) Vrchmezský hřbet (Vrchmezí, 1084 m) Deštenský hřbet (Velká Deštná, 1116 m) Kunštátský hřbet (Tetřevec, 1044 m) Anenský hřbet (Anenský vrch, 997 m) |
| DEŠTENSKÁ HORNATINA                                                                  | Orlické rozsochy                      | Zdobnické rozsochy (Karlův vrch, 956 m) Říčské rozsochy (bezejmenný, 910 m) |
| DEŠTENSKÁ HORNATINA                                                                  | Orlickozáhorská brázda                | nečlení se (bezejmenný, 790 m) |
| MLADKOVSKÁ VRCHOVINA                                                                 | Bartošovická vrchovina                | nečlení se (bezejmenný, 704 m) |
| MLADKOVSKÁ VRCHOVINA                                                                 | Pastvinská vrchovina                  | nečlení se (Adam, 766 m) |
| BUKOVOHORSKÁ HORNATINA                                                               | Orličský hřbet                        | Suchovršský hřbet (Suchý vrch, 995 m) Bukovohorský hřbet (Buková hora, 958 m) |
| BUKOVOHORSKÁ HORNATINA                                                               | Výprachtická vrchovina                | nečlení se (Špičák, 799 m) |
| PROVINCIE • Subprovincie • Oblast / Celek / PODCELEK • Okrsek • Podokrsek • (vrchol) |                                       | |

## Vrcholy

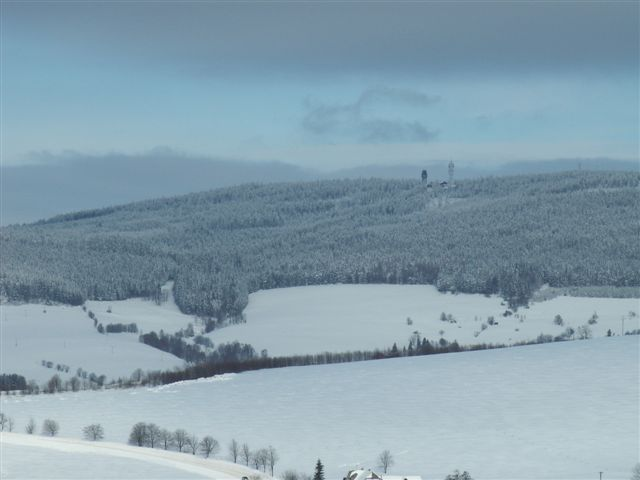
Zimní Suchý vrch z jihozápadu

V Bukovohorské hornatině nejsou mezi jednotlivými vrcholy obvykle velké výškové rozdíly a sedla mezi nimi nejsou příliš hluboká. Nachází se zde pět vrcholů vyšších než 900 metrů, přičemž dva nejvyšší tvoří dvojvrchol:
- Suchý vrch 995 m – Suchovršský hřeben
- Bradlo 988 m – Suchovršský hřeben
- Buková hora 958 m – Bukovohorský hřeben
- Na planiskách 934 m – Bukovohorský hřeben
- Jeřáb 901 m – Bukovohorský hřeben

Další čtyři vrcholy překonávají nadmořskou výšku 800 metrů. Trojice z nich se nachází přímo na hlavním hřebenu, čtvrtý nedaleko něj na jedné z rozsoch.
- bezejmenný vrchol na rozsoše Jedlina 886[2] m – Suchovršský hřeben
- Prostřední vrch 872 m – Suchovršský hřeben
- Vysoký kámen 848 m – Suchovršský hřeben
- Bouda 846 m – Suchovršský hřeben

Vrcholy mezi 700 a 800 metry a nižší se nacházejí již jen ve Výprachtické vrchovině.
- Špičák 799 m – Výprachtická vrchovina
- Na Hoblovně 795 m – Výprachtická vrchovina
- Bulík 730 m – Výprachtická vrchovina
- Hejnov 714 m – Výprachtická vrchovina

## Vodstvo
Hlavním hřebenem mezi Suchým vrchem a Bukovou horou prochází hlavní evropské rozvodí mezi Severním a Černým mořem. Jižní svahy odvodňuje Moravská Sázava, jihozápadní pak její významný levý přítok Březná. Voda ze zbylé části hor odtéká levými přítoky Tiché Orlice. Potoky stékající z prudkého východního svahu sbírá s ním víceméně rovnoběžně tekoucí Boříkovický potok. Západní strana hor je rozbrázděna rozsochami a často hlubokými údolími (Uhlířský důl, Kobylí důl), kterými odtékají četné potoky západním směrem (Těchonínský potok, Černovický potok, Jamnenský potok, Orličský potok a Bystřec).
Souvislé vodní plochy se v pohoří nevyskytují (snad až jen na miniaturní jezírko neznámého původu v blízkosti sedla mezi Boudou a Vysokým).
Nedaleko Mladkova se nacházejí dva upravené prameny. Jedná se o radioaktivní Pramen Knížete Rostislava na severozápadním úbočí Vysokého a Mariánský pramen v průlomu Tiché Orlice východně od obce.
Za zmínku stojí ještě zmíněný průlom Tiché Orlice. Řeka, která jinde tvoří hranici mezi Bukovohorskou hornatinou a jinými geomorfologickými celky, oddělila od Mlýnského vrchu část masívu, díky čemuž vzniklo na severním břehu táhlé návrší prudce spadající směrem k řece. Jedná se o jediné místo na toku Tiché Orlice, kde má řeka poněkud divočejší charakter.

## Vegetace
Vrcholové partie Bukovohorské hornatiny jsou porostlé téměř výhradně a souvisle hospodářskými smrčinami. V nižších polohách se objevují i listnaté porosty s převahou buku lesního. Pasek se na svazích horstva nevyskytuje mnoho. V údolích s lidským osídlením se na úbočích rozprostírají louky. Na dvojvrcholu Suchý vrch – Bradlo lze nalézt i nevelké louky horské.

## Ochrana přírody
Téměř celý prostor Bukovohorské hornatiny zaujímá přírodní park Suchý vrch – Buková hora. V bezprostředním okolí Tiché Orlice se nachází přírodní park Orlice. Do hornatiny zasahuje Ptačí oblast Králický Sněžník. Přírodní památka Čenkovička se nachází v údolí Bystrce a Hynkovice v Kobylím dolu. Podzemní systém dělostřelecké tvrze Bouda je chráněným zimovištěm netopýrů a je chráněn jako evropsky významná lokalita Bouda u Těchonína.

## Komunikace
Jedinou komunikací kromě lesních cest, která prochází napříč hlavním hřebenem, je silnice I/11 Praha – Hradec Králové – Šumperk – Ostrava. Hory přechází přes Červenovodské sedlo, na kterém z ní odbočuje veřejná komunikace vedoucí k rozhledně na Suchém vrchu. Ostatní silniční komunikace vedou po obvodu horstva, končí v údolních vsích nebo přecházejí přes některou z rozsoch. Zvláštním případem je pevnostní silnice spojující obec Těchonín s dělostřeleckou tvrzí Bouda.
Trať 024 kopíruje tok Tiché Orlice a kromě krátkého úseku v jejím průlomu u Mladkova obchází Bukovohorskou hornatinu po obvodu. Ve vrcholových partiích Boudy lze narazit na pozůstatky více než kilometr dlouhé úzkorozchodné železniční trati z období výstavby dělostřelecké tvrze Bouda.

## Stavby

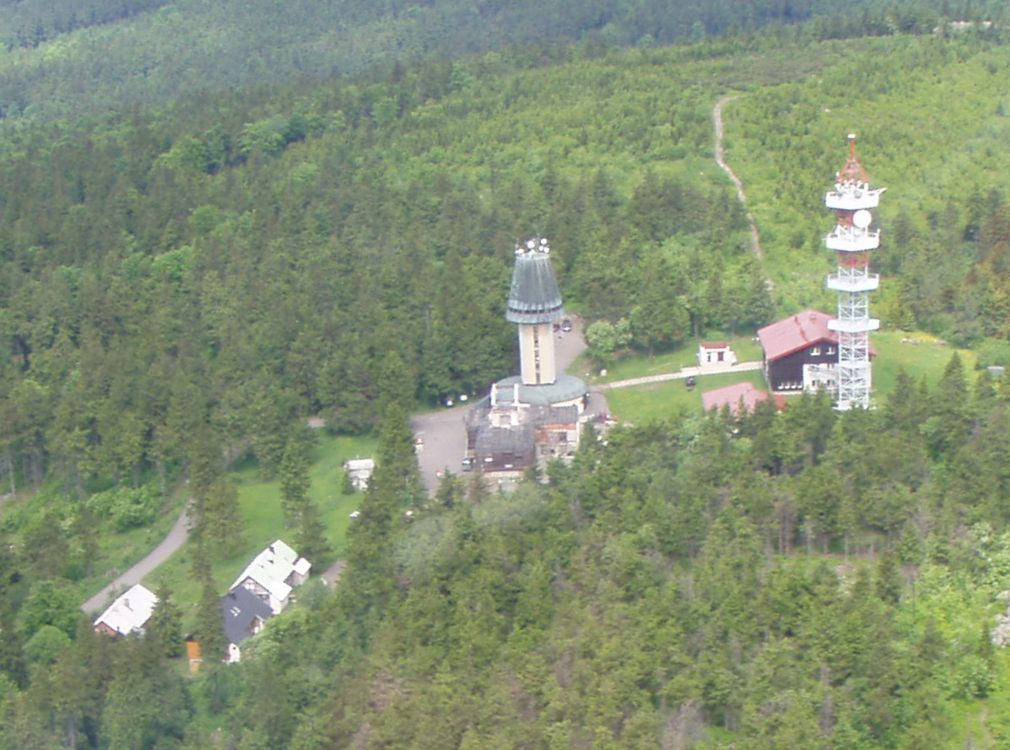
Letecký pohled na zástavbu na vrcholu Suchého vrchu.

V mělkém sedle dvojvrcholu Suchý vrch – Bradlo se nachází vyhořelé torzo turistické Kramářovy chaty, na níž je napojena naštěstí požárem nepoškozená provozovaná rozhledna.
V severní části hřebenu bylo v druhé polovině třicátých let proti tehdejšímu Německu budováno pohraniční opevnění. V lesním masívu či na jeho okraji se zde nachází patnáct objektů těžkého a několik desítek objektů lehkého opevnění. Linie opevnění sleduje hlavní hřeben od Mladkova přes Vysoký na Boudu a odtud klesá po východním úbočí k obci Dolní Boříkovice. Největším objektem je muzejně zpřístupněná dělostřelecká tvrz Bouda. Jako druhé je zde Muzeum pod Vysokým kamenem nacházející se v okolí sedla jihovýchodně od vrcholu a jako třetí Vojenské muzeum Lichkov nad Tichou Orlicí mezi Mladkovem a Lichkovem.
Na vrcholcích Suchého vrchu, Bukové hory a Hejnova se nacházejí radiokomunikační převáděče. Převáděč stojící v bezprostřední blízkosti rozhledny na Suchém vrchu patří Armádě České republiky. Patří k němu vojenský objekt a nevelký veřejnosti nepřístupný prostor.
Z jiných staveb stojí za zmínku již jen turistické informační centrum na Červenovodském sedle.

## Turistické trasy
Prostor Bukovohorské hornatiny je protkán dostatečným systémem značených turistických tras. Hlavní hřeben sleduje od severu červeně značená Jiráskova cesta, která se na sedle Hvězda stáčí na západ k Jablonnému nad Orlicí. Štafetu zde přebírá zeleně značená turistická trasa 4234, po které se dá hřebenový přechod hor dokončit. Severní částí prochází naučná stezka Betonová hranice věnující se problematice předválečného československého opevnění. Cyklistické trasy jsou na území hor dvě. Červeně značená sleduje přibližně trasu hlavního hřebenu vrcholovými partiemi, bíle značená vede průlomem Tiché Orlice a východním úbočím hor.

## Lyžařské centrum
Hlavním lyžařským centrem je v Bukovohorské hornatině Skiresort Buková hora. Jeho hlavní atrakcí jsou lanové dráhy z obou stran hřbetu. Systém běžeckých tras jím provozovaný pokrývá celý hlavní hřeben.
Sjezdovky v Mladkově-Petrovičkách a v Jablonném nad Orlicí nejsou sice daleko, ale přece jen již za hranicemi hornatiny.